# Porphyrin à bec jaune
Rhopospina caerulescens
Espèce
Synonymes
- Passerina caerulescens

Statut de conservation UICN

 NT  : Quasi menacé
Le Porphyrin à bec jaune (Rhopospina caerulescens) est une espèce de passereau de la famille Thraupidae.
Cet oiseau est endémique du Brésil.